# Aero Commander
Aero Commander foi uma produtora de aviões, como uma subsidiária da Rockwell International formada em outubro de 1960 quando a companhia comprou a Aero Design and Engineering Company de Oklahoma.
Seu projeto mais conhecido foi o Aero Commander, um design usado notavelmente como um avião presidencial dos Estados Unidos.
Ag Commander era a marca usada pela Aero Commander para sua linha de aviões agrícolas. Dois aviões foram vendidos sobre este nome: o CallAir A-9, vendido como Ag Commander A-9 e B-9, e o Ayres Thrush (conhecido como Snow S-2), vendido como Ag Commander S-2. Os dois eram produtos de pequenas produtoras que a Aero Commander comprou. A marca Ag Commander foi abandonada quando Rockwell dissolveu a divisão Aero Commander em 1970.